# ユリア・ゲルゲス
ユリア・ゲルゲス（Julia Görges, 1988年11月2日 - ）は、ドイツ・シュレースヴィヒ＝ホルシュタイン州バート・オルデスロー出身の女子プロテニス選手。2018年ウィンブルドン選手権女子シングルスでベスト4に進出した。自己最高ランキングはシングルス9位、ダブルス12位。WTAツアーでシングルス7勝、ダブルス5勝を挙げた。身長180cm、体重70kg。右利き、バックハンド・ストロークは両手打ち。

## 来歴
ゲルゲスは6歳からテニスを始め、2005年にプロに転向した。全米オープンで予選を勝ち上がり、4大大会に初出場。1回戦で第1シードのジュスティーヌ・エナンに 0–6, 3–6 で完敗した。
2008年ウィンブルドンの1回戦で第23シードのカタリナ・スレボトニクに 4-6, 7-6(6), 16-14 で競り勝ち、4大大会の初勝利を挙げる。
2009年7月、スロベニア大会のダブルスでブラディミラ・ウーリロバと組みWTAツアー初優勝。翌週のイスタンブール大会でもパティ・シュナイダーと組んで決勝に進出して準優勝となる。
2010年ウィンブルドンダブルスでアグネシュ・サバイと組みベスト8に進出。7月末のバートガシュタイン大会ではティメア・バシンスキーを 6–1, 6–4 で破りシングルス初優勝を果たす。東レ・パン・パシフィック・オープンで来日し、1回戦でディナラ・サフィナを 6-1, 5-7, 6-2 、2回戦でサマンサ・ストーサーを 7-5, 6-3 で破り3回戦に進出している。10月のルクセンブルク大会で2度目の決勝に進出するが、ロベルタ・ビンチに 3–6, 4–6 で敗れ準優勝となる。この年はコペンハーゲンとソウル大会のダブルスで優勝した。
2011年の全豪オープンでは2回戦でカイア・カネピを 6-4, 3-6, 6-4 で破り4大大会初の3回戦に進出。4月のフェドカップのプレーオフではアメリカのメラニー・ウダンを 6-2, 7-6(5) で破りドイツのワールドグループ復帰に貢献した。この試合で敗れたアメリカは史上初めてワールドグループから降格した。地元のシュトゥットガルト大会では準決勝でサマンサ・ストーサーを 6-4, 3-6, 7-5 、決勝で世界ランキング1位のキャロライン・ウォズニアッキに 7–6(3), 6–3 で勝利しツアー2勝目を挙げた。ムチュア・マドリード・オープンでも3回戦でキャロライン・ウォズニアッキを 6–4, 1–6, 6–3 で破って勝ち上がりベスト4に進出している。2011年の4大大会は全て3回戦進出であった。
2012年全豪オープンで4回戦に進出した。4回戦ではアグニエシュカ・ラドワンスカに 1–6, 1–6 で敗れた。2月のドバイ大会で決勝に進出し、アグニエシュカ・ラドワンスカに 5–7, 4–6 で敗れ準優勝となった。7月のロンドン五輪でオリンピックに初出場した。シングルスでは1回戦で第2シードのアグニエシュカ・ラドワンスカに 7–5, 6–7(5), 6–4 で勝利しマリア・キリレンコとの3回戦まで進出した。
2014年全仏オープンではネナド・ジモニッチと組んだ混合ダブルスで決勝に進出した。決勝ではアンナ＝レナ・グローネフェルト&ジャン＝ジュリアン・ロイヤー組に 6-4, 2-6, [7-10] で敗れ準優勝となった。
2017年10月のクレムリン・カップの決勝でダリア・カサトキナを 6–1, 6–2 で破り5年ぶりのシングルス3勝目を挙げた。WTAエリート・トロフィーも優勝した。
2018年ウィンブルドン選手権では準々決勝でキキ・ベルテンスを 3-6, 7-5, 6-1で破り、4大大会シングルス自己最高のベスト4に進出した。準決勝でセリーナ・ウィリアムズに 2-6, 4-6で敗れた。2018年8月20日付のランキングで自己最高の9位を記録しトップ10入りを果たした。
ゲルゲスは2020年全仏オープンを最後に31歳で現役を引退した。

## WTAツアー決勝進出結果

### シングルス: 17回 (7勝10敗)
| 大会グレード                  |
| ----------------------------- |
| グランドスラム (0–0)          |
| WTAファイナルズ (0–0)         |
| プレミア・マンダトリー (0–0)  |
| プレミア5 (0-0)               |
| WTAエリート・トロフィー (1-0) |
| プレミア (2–3)                |
| インターナショナル (4–7)      |

| 結果   | No. | 決勝日         | 大会               | サーフェス    | 対戦相手                     | スコア           |
| ------ | --- | -------------- | ------------------ | ------------- | ---------------------------- | ---------------- |
| 優勝   | 1.  | 2010年7月25日  | バートガシュタイン | クレー        | ティメア・バシンスキー       | 6–1, 6–4         |
| 準優勝 | 1.  | 2010年10月24日 | ルクセンブルク     | ハード (室内) | ロベルタ・ビンチ             | 3–6, 4–6         |
| 優勝   | 2.  | 2011年4月24日  | シュトゥットガルト | クレー        | キャロライン・ウォズニアッキ | 7–6(3), 6–3      |
| 準優勝 | 2.  | 2012年2月25日  | ドバイ             | ハード        | アグニエシュカ・ラドワンスカ | 5–7, 4–6         |
| 準優勝 | 3.  | 2012年10月14日 | リンツ             | ハード (室内) | ビクトリア・アザレンカ       | 3–6, 4–6         |
| 準優勝 | 4.  | 2016年1月9日   | オークランド       | ハード        | スローン・スティーブンス     | 5–7, 2–6         |
| 準優勝 | 5.  | 2016年6月25日  | マヨルカ           | 芝            | アナスタシヤ・セバストワ     | 4–6, 6–3, 3–6    |
| 準優勝 | 6.  | 2017年7月23日  | ブカレスト         | クレー        | イリーナ＝カメリア・ベグ     | 3–6, 5–7         |
| 準優勝 | 7.  | 2017年8月6日   | ワシントンD.C.     | ハード        | エカテリーナ・マカロワ       | 6–3, 6–7(2), 0–6 |
| 優勝   | 3.  | 2017年10月21日 | モスクワ           | ハード (室内) | ダリア・カサトキナ           | 6–1, 6–2         |
| 優勝   | 4.  | 2017年11月5日  | 珠海               | ハード (室内) | ココ・バンダウェイ           | 7–5, 6–1         |
| 優勝   | 5.  | 2018年1月7日   | オークランド       | ハード        | キャロライン・ウォズニアッキ | 6–4, 7–6(4)      |
| 準優勝 | 8.  | 2018年4月8日   | チャールストン     | クレー        | キキ・ベルテンス             | 2–6, 1–6         |
| 優勝   | 6.  | 2018年10月20日 | ルクセンブルク     | ハード (室内) | ベリンダ・ベンチッチ         | 6–4, 7–5         |
| 優勝   | 7.  | 2019年1月6日   | オークランド       | ハード        | ビアンカ・アンドリースク     | 2–6, 7–5, 6–1    |
| 準優勝 | 9.  | 2019年6月23日  | バーミンガム       | 芝            | アシュリー・バーティ         | 3–6, 5–7         |
| 準優勝 | 10. | 2019年10月19日 | ルクセンブルク     | ハード (室内) | エレナ・オスタペンコ         | 4–6, 1–6         |

### ダブルス: 16回 (5勝11敗)
| 結果   | No. | 決勝日         | 大会                 | サーフェス    | パートナー                       | 対戦相手                                            | スコア              |
| ------ | --- | -------------- | -------------------- | ------------- | -------------------------------- | --------------------------------------------------- | ------------------- |
| 優勝   | 1.  | 2009年7月25日  | ポルトロス           | ハード        | ブラディミラ・ウーリロバ         | カミーユ・パン クララ・ザコパロバ                   | 6–4, 6–2            |
| 準優勝 | 1.  | 2009年8月1日   | イスタンブール       | ハード        | パティ・シュナイダー             | ルーシー・ハラデツカ レナタ・ボラコバ               | 6–2, 3–6, [10–12]   |
| 準優勝 | 2.  | 2010年7月12日  | パレルモ             | クレー        | ジル・クレイバス                 | アルベルタ・ブリアンティ サラ・エラニ               | 4–6, 1–6            |
| 優勝   | 2.  | 2010年8月2日   | コペンハーゲン       | ハード        | アンナ＝レナ・グローネフェルト   | ビタリア・ディアチェンコ タチアナ・ポウチェク       | 6–4, 6–4            |
| 優勝   | 3.  | 2010年9月26日  | ソウル               | ハード        | ポロナ・ヘルツォグ               | ナタリー・グランディン ブラディミラ・ウーリロバ     | 6–3, 6–4            |
| 準優勝 | 3.  | 2011年7月17日  | バートガシュタイン   | クレー        | ヤルミラ・ガイドソバ             | エバ・ブリネロバ ルーシー・ハラデツカ               | 6–4, 2–6, [10–12]   |
| 準優勝 | 4.  | 2011年10月16日 | リンツ               | ハード (室内) | アンナ＝レナ・グローネフェルト   | マリーナ・エラコビッチ エレーナ・ベスニナ           | 5–7, 1–6            |
| 準優勝 | 5.  | 2012年1月7日   | オークランド         | ハード        | フラビア・ペンネッタ             | アンドレア・フラバーチコバ ルーシー・ハラデツカ     | 7–6(2), 2–6, [7–10] |
| 準優勝 | 6.  | 2012年4月29日  | シュトゥットガルト   | クレー        | アンナ＝レナ・グローネフェルト   | イベタ・ベネソバ バルボラ・ザフラボバ・ストリコバ   | 4–6, 5–7            |
| 優勝   | 4.  | 2012年6月17日  | バートガシュタイン   | クレー        | ジル・クレイバス                 | アンナ＝レナ・グローネフェルト ペトラ・マルティッチ | 6–7(4), 6–4, [11–9] |
| 準優勝 | 7.  | 2012年10月14日 | リンツ               | ハード (室内) | バルボラ・ザフラボバ・ストリコバ | アンナ＝レナ・グローネフェルト クベタ・ペシュケ     | 3–6, 4–6            |
| 準優勝 | 8.  | 2013年1月5日   | オークランド         | ハード        | ヤロスラワ・シュウェドワ         | カーラ・ブラック アナスタシア・ロディオノワ         | 6–2, 2–6, [5–10]    |
| 準優勝 | 9.  | 2013年7月28日  | スタンフォード       | ハード        | ダリヤ・ユラク                   | ラケル・コップス＝ジョーンズ アビゲイル・スピアーズ | 2–6, 6–7(4)         |
| 準優勝 | 10. | 2014年9月14日  | ケベック・シティー   | ハード (室内) | アンドレア・フラバーチコバ       | ルーシー・ハラデツカ ミリヤナ・ルチッチ＝バロニ     | 3–6, 6–7(8)         |
| 優勝   | 5.  | 2015年8月29日  | ニューヘイブン       | ハード        | ルーシー・ハラデツカ             | 荘佳容 梁晨                                         | 6–3, 6–1            |
| 準優勝 | 11. | 2016年3月20日  | インディアンウェルズ | ハード        | カロリナ・プリスコバ             | ココ・バンダウェイ ベサニー・マテック＝サンズ       | 6–4, 4–6, [6–10]    |

## 4大大会シングルス成績
略語の説明
| W | F | SF | QF | #R | RR | Q# | LQ | A | Z# | PO | G | S | B | NMS | P | NH |

W=優勝, F=準優勝, SF=ベスト4, QF=ベスト8, #R=#回戦敗退, RR=ラウンドロビン敗退, Q#=予選#回戦敗退, LQ=予選敗退, A=大会不参加, Z#=デビスカップ/BJKカップ地域ゾーン, PO=デビスカップ/BJKカッププレーオフ, G=オリンピック金メダル, S=オリンピック銀メダル, B=オリンピック銅メダル, NMS=マスターズシリーズから降格, P=開催延期, NH=開催なし.
| 大会           | 2007 | 2008 | 2009 | 2010 | 2011 | 2012 | 2013 | 2014 | 2015 | 2016 | 2017 | 2018 | 2019 | 2020 | 通算成績 |
| -------------- | ---- | ---- | ---- | ---- | ---- | ---- | ---- | ---- | ---- | ---- | ---- | ---- | ---- | ---- | -------- |
| 全豪オープン   | A    | LQ   | 1R   | 2R   | 3R   | 4R   | 4R   | 2R   | 4R   | 2R   | 2R   | 2R   | 1R   | 3R   | 18–12    |
| 全仏オープン   | A    | LQ   | 1R   | 2R   | 3R   | 3R   | 1R   | 2R   | 4R   | 2R   | 1R   | 3R   | 1R   | 2R   | 13–12    |
| ウィンブルドン | A    | 2R   | 1R   | 1R   | 3R   | 3R   | 1R   | 1R   | 1R   | 1R   | 1R   | SF   | 3R   | NH   | 12–12    |
| 全米オープン   | 1R   | 1R   | 1R   | 2R   | 3R   | 1R   | 1R   | 1R   | 1R   | 2R   | 4R   | 2R   | 4R   | A    | 11–13    |